# Föllinge socken
Föllinge socken i Jämtland ingår sedan 1974 i Krokoms kommun och motsvarar från 2016 Föllinge distrikt.
Socknens areal är 987,42 kvadratkilometer, varav 902,27 land. År 2000 fanns här 1 247 invånare. Tätorten och kyrkbyn Föllinge med sockenkyrkan Föllinge kyrka ligger i socknen. 

## Administrativ historik
Föllinge socken har medeltida ursprung. 1746 överfördes området Frostviken från Ströms socken. 1786 överfördes området Laxsjö från Hammerdals socken, 1842 utbröts Frostviken församling, 1846 Hotagens församling och 3 mars 1887 Laxsjö församling.
Vid kommunreformen 1862 överfördes ansvaret för de kyrkliga frågorna till Föllinge församling och för de borgerliga frågorna till Föllinge landskommun. Ur landskommunen utbröts 1890 Laxsjö landskommun och 1901 Hotagens landskommun. Laxsjö landskommun inkorporerades hit igen 1952 och landskommunen uppgick 1974 i Krokoms kommun. Församlingen uppgick 2006 i Föllingebygdens församling.
1 januari 2016 inrättades distriktet Föllinge, med samma omfattning som församlingen hade 1999/2000.
Socknen har tillhört fögderier, tingslag och domsagor enligt vad som beskrivs i artikeln Jämtland. De indelta soldaterna tillhörde Jämtlands fältjägarregemente.

## Geografi
Föllinge socken ligger kring Indalsälvens sjörika tillflöden Hårkan och Gysån. Socknen är en myrrik skogsbygd med höjder som i Erfjället i norr når 536 meter över havet.
Länsväg 339 (Strömsund-Föllinge-Krokom) korsar socknen. Vid Skärvången ligger ett kapell.

### Geografisk avgränsning
Föllinge socken gränsar i söder mot Lits socken och Aspås socken, i sydost och öster mot Häggenås socken samt Gåxsjö socken och i norr mot Laxsjö socken. I nordväst ligger Hotagens socken och i väster gränsar socknen mot Offerdals socken.
Själva tätorten Föllinge ligger relativt centralt i socknen, dock med en dragning åt söder. Tätorten ligger norr om Föllingesjön (292 m ö.h.).
Socknens sydligaste punkt ligger invid Hårkan. I Hårkans vatten nedanför Töjsans inflöde ligger "tresocknemötet" Föllinge-Lit-Häggenås. Väster om Hårkan gränsar socknen mot Lits socken och öster om Hårkan samt i sydost avgränsas socknen av Häggenås socken fram till nordvästra delen av sjön Stor-Raftsjön (412 m ö.h.). Här ligger "tresockenmötet" Föllinge-Häggenås-Gåxsjö. Norr om Stor-Raftsjön gränsar Föllinge socken mot Gåxsjö socken i Strömsunds kommun.
I området öster om Föllinge och fram till gränsen mot Gåxsjö socken ligger bland annat byarna Forsåsen, Störåsen samt Ottsjön. Den sistnämnda ligger norr om sjön med samma namn (311 m ö.h.). Denna östra del av socknen genomflyts av Hårkan i nord-sydlig riktning. I Hårkans vattensystem ligger bland annat Lövsjön (303 m ö.h.), Ockern (298 m ö.h.) samt Sandviksjön (285 m ö.h.).
I söder (väster om Hårkan) gränsar Föllinge socken mot Lits socken. Byn Gravbränna som passeras av länsväg 339 ligger i detta område. Längre västerut faller gränsen mellan Föllinge och Lit in i Trättjärnen (448 m ö.h.). Här ligger "tresockenmötet" Föllinge-Lit-Aspås. Trättjärnen avvattnas västerut av Trättjärnbäcken, vilken även utgör gräns mellan Föllinge och Aspås socken i sydväst. Trättjärnbäcken mynnar i Gysån. Här ligger "tresockenmötet" Föllinge-Aspås-Offerdal. I detta område i sydväst ligger bl.a. byn Lillholmsjö, som korsas av länsväg 340. Här ligger också sjön Gysen 396 m ö.h.).
Föllinge sockens gräns mot Offerdals socken i sydväst och väst följer Åkerån, som är Åkersjöns (474 m ö.h.) avflöde.
Området kring Åkersjön utgör socknens nordvästra del. Här ligger, förutom samhället Åkersjön, byn Vallrun samt Andersbodarna.
På västra sidan av sjön Åkersjön gränsar Föllinge socken mot en enklav av Näskotts socken, ett fäbodområde som i övrigt är inringat av Offerdals socken.
Längst i nordväst ligger byn Högrun nedanför höjden Högruknulen. Allra längst i nordväst ligger sjön Finntjärnen, som avvattnas genom Storån till Åkersjön. I tjärnen ligger ett "tresockenmöte" Föllinge-Offerdal-Hotagen. Härifrån avgränsas socknen i norr av Hotagens socken.
Gränsen mellan Föllinge och Hotagens socknar går från Finntjärnen österut och passerar söder om byn Bakvattnet (i Hotagens socken), korsar sjön Stor-Bakvattnet (522 m ö.h.) och går vidare till Häggsjön. I området mellan Stor-Bakvattnet och Skärvångssjön (364 m ö.h.) ligger ett större antal fäbodar, bl.a. Margitbodarna (vid Stor-Bakvattnets strand), Jontebodarna och Erik-Persabodarna samt många flera. Vid Skärvångssjöns nordöstra strand ligger byn Norra Skärvången.
Skärvångssjön avrinner norrut genom Skärvångsån till Lill-Skärvången (326 m ö.h.), vilken i sin tur avrinner till Häggsjön (321 m ö.h.).
Gränsen mot Hotagens socken i norr korsar Häggsjöns södra del och når viken Storflyn, som tillika är Häggsjöns avflöde mot Ålvikfjärden av sjön Hotagen (314 m ö.h.). Vid Storflyn ligger "tresockenmötet" Föllinge-Hotagen-Laxsjö. Platsen är socknens nordligaste punkt.
Gränsen mellan Föllinge och Laxsjö socken går från Storflyn mot sydost ungefär mitt på landtungan mellan sjön Hotagen och Häggsjön-Lilla Skärvången. Från Stor-Avolåns mynning i sjön Hotagen viker sockengränsen Föllinge-Laxsjörakt mot söder cirka 5 km fram till Lill-Abborrtjärnen där den svänger 90 grader mot öster, varefter den går rakt genom byn Mörtsjön, cirka 12 km norr om Föllinge. Gränsen korsar Hårkan öster om Mörtsjön och går sedan fram till sjön Laxsjön (335 m ö.h.), belägen strax söder om Laxsjö kyrka. Från Laxsjön följer sockengränsen sjöns avflöde till Storån, där "tresockenmötet" Föllinge-Laxsjö-Gåxsjö ligger. Härifrån viker gränsen mot söder och utgör östgränsen mot Gåxsjö socken

## Fornlämningar
Inom Föllinge socken har man funnit omkring 570 fornlämningar. De flesta är från den gamla fångstkulturen. Från stenåldern finns cirka 140 boplatser. Av dem är 15 undersökta och har befunnits innehålla fynd från mesolitikum ("mellanstenåldern") till bronsåldern. Mera än 400 fångstgropar för älg finns inom socknen och ligger delvis i ansenliga system. Vid Skärvångssjön ligger ett antal hällmålningar.

## Namnet
Namnet (1410: Filinge, 1464: Fölingom) kommer från sjön, Föllingesjön. Förleden kan möjligen innehålla fjäll här i betydelsen 'spång, bro' och efterleden ing med tolkningen 'den broförsedda'. Ortnamnsforskaren Bertil Flemström skriver att namnet är en avledning av jämtskans ord fjäl - brödspade, samt att den norska motsvarigheten till ordet förekommer i gammal norsk lag i betydelsen 'bro, spång', och namnet på sjön tolkas då som 'sjön med en broövergång'.

## Befolkningsutveckling
| Befolkningsutvecklingen i Föllinge socken 1810–1990                                                      | Befolkningsutvecklingen i Föllinge socken 1810–1990 | Befolkningsutvecklingen i Föllinge socken 1810–1990 | Befolkningsutvecklingen i Föllinge socken 1810–1990 | Befolkningsutvecklingen i Föllinge socken 1810–1990 |
| --- | --------------------------------------------------- | --------------------------------------------------- | --------------------------------------------------- | --------------------------------------------------- |
| |                                                     |                                                     |                                                     |                                                     |
| År |                                                     |                                                     | Folkmängd                                           |                                                     |
| 1810 | 1810                                                |                                                     | 684                                                 |                                                     |
| 1820 | 1820                                                |                                                     | 798                                                 |                                                     |
| 1830 | 1830                                                |                                                     | 993                                                 |                                                     |
| 1840 | 1840                                                |                                                     | 1 202                                               |                                                     |
| 1850 | 1850                                                |                                                     | 1 502                                               |                                                     |
| 1860 | 1860                                                |                                                     | 1 735                                               |                                                     |
| 1870 | 1870                                                |                                                     | 2 081                                               |                                                     |
| 1880 | 1880                                                |                                                     | 2 496                                               |                                                     |
| 1890 | 1890                                                |                                                     | 2 124                                               |                                                     |
| 1900 | 1900                                                |                                                     | 2 283                                               |                                                     |
| 1910 | 1910                                                |                                                     | 2 134                                               |                                                     |
| 1920 | 1920                                                |                                                     | 2 368                                               |                                                     |
| 1930 | 1930                                                |                                                     | 2 393                                               |                                                     |
| 1940 | 1940                                                |                                                     | 2 422                                               |                                                     |
| 1950 | 1950                                                |                                                     | 2 457                                               |                                                     |
| 1960 | 1960                                                |                                                     | 2 152                                               |                                                     |
| 1970 | 1970                                                |                                                     | 1 598                                               |                                                     |
| 1980 | 1980                                                |                                                     | 1 451                                               |                                                     |
| 1990 | 1990                                                |                                                     | 1 396                                               |                                                     |
| Anm: Källor: Umeå universitet - Tabellverket 1749-1859, Demografiska databasen, CEDAR, Umeå universitet. |                                                     |                                                     |                                                     |                                                     |